# Erich Hartmann (fotógrafo)

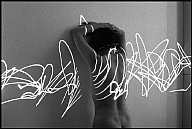
Una fotografía de la serie Writing with Light (escrito con luz), 1979. (c) Erich Hartmann/Magnum.

Erich Hartmann ( 29 de julio de 1922 - 4 de febrero de 1999) fue un fotógrafo estadounidense especializado en periodismo fotográfico que formaba parte de la agencia Magnum.[cita requerida]
Nació en Múnich pero con 16 años tuvo que emigrar a Estados Unidos, a causa de la persecución de los judíos en Alemania. Al comenzar la Segunda Guerra Mundial, se enroló en el ejército y combatió a las tropas alemanas en Bélgica, en Francia y en Alemania. Cuando finalizó la guerra, aprendió fotografía estudiando en La Nueva Escuela, donde tuvo como maestros a Charles Leirens, Berenice Abbott y Alexey Brodovitch.[cita requerida]
Comenzó su actividad fotográfica trabajando como ayudante en un estudio fotográfico de retratos, pero pronto decidió convertirse en freelance. En 1952, ingresó en la agencia Magnum, y desde 1967 estuvo en el consejo de agencia ocupando la presidencia entre 1985 y 1986.[cita requerida]
A lo largo de su actividad profesional, publicó su obra en revistas como Fortune, Life, Time, Newsweek, Geo y Stern, o en trabajos fotográficos para corporaciones como IBM, Boeing, RCA, Ford, Citroën o la Agencia Espacial Europea. También realizó retratos a personajes como Walter Gropius, Leonard Bernstein, Arthur Koestler, Rachel Carson, Marcel Marceau y Gidon Kremer. Otra vertiente de su actividad fue la enseñanza de la fotografía en varias universidades de América y de Europa.[cita requerida]
Un importante reportaje que realizó entre 1993 y 1994 trataba sobre los campos de concentración del Tercer Reich y se publicó con el nombre de In The Camps, en donde recogía imágenes de Auschwitz, Belzec, Bergen-Belsen, Birkenau, Buchenwald, Bullenhuser Damm, Chelmno, Dachau, Emsland, Belower Wald, Gross Rosen, Majdanek, Mauthausen, Natzweiler, Neuengamme, Ravensbrück, Sachsenhausen, Sobibor, Theresienstadt, Treblinka, Vught y Westerbork.
Recibió diversos premios, entre los que se encuentran el premio internacional de fotografía del Centro de Archivo e Investigación de la Fotografía (CRAF) en 1997, un premio en la Photokina y una medalla otorgada por la Universidad de Siracusa.